# Рудник Абагайтуй
Рудни́к Абагайту́й (рос. Рудник Абагайтуй) — населений пункт без офіційного статусу у складі Забайкальського району Забайкальського краю, Росія. Адміністративний центр та єдиний населений пункт Рудник-Абагайтуйського сільського поселення.

## Населення
Населення — 278 осіб (2010; 581 у 2002).
Національний склад (станом на 2002 рік):
- росіяни — 97 %